# オウギヤシ
オウギヤシ、扇椰子（学名：Borassus flabellifer）は、ヤシ科パルミラヤシ属に属する常緑高木。別名パルミラヤシ、シュガーパーム。原産は熱帯アフリカで、東南アジアからインド東部にかけて栽培されている。

## 特徴
高さは30m以上にもなり、扇のように放射状に広がる葉を付ける。燃える線香花火を逆さにしたような容姿である。乾燥に強く、内陸部の乾燥地帯でもよく育つ。直径15cm程度の果実を付ける。

## 利用

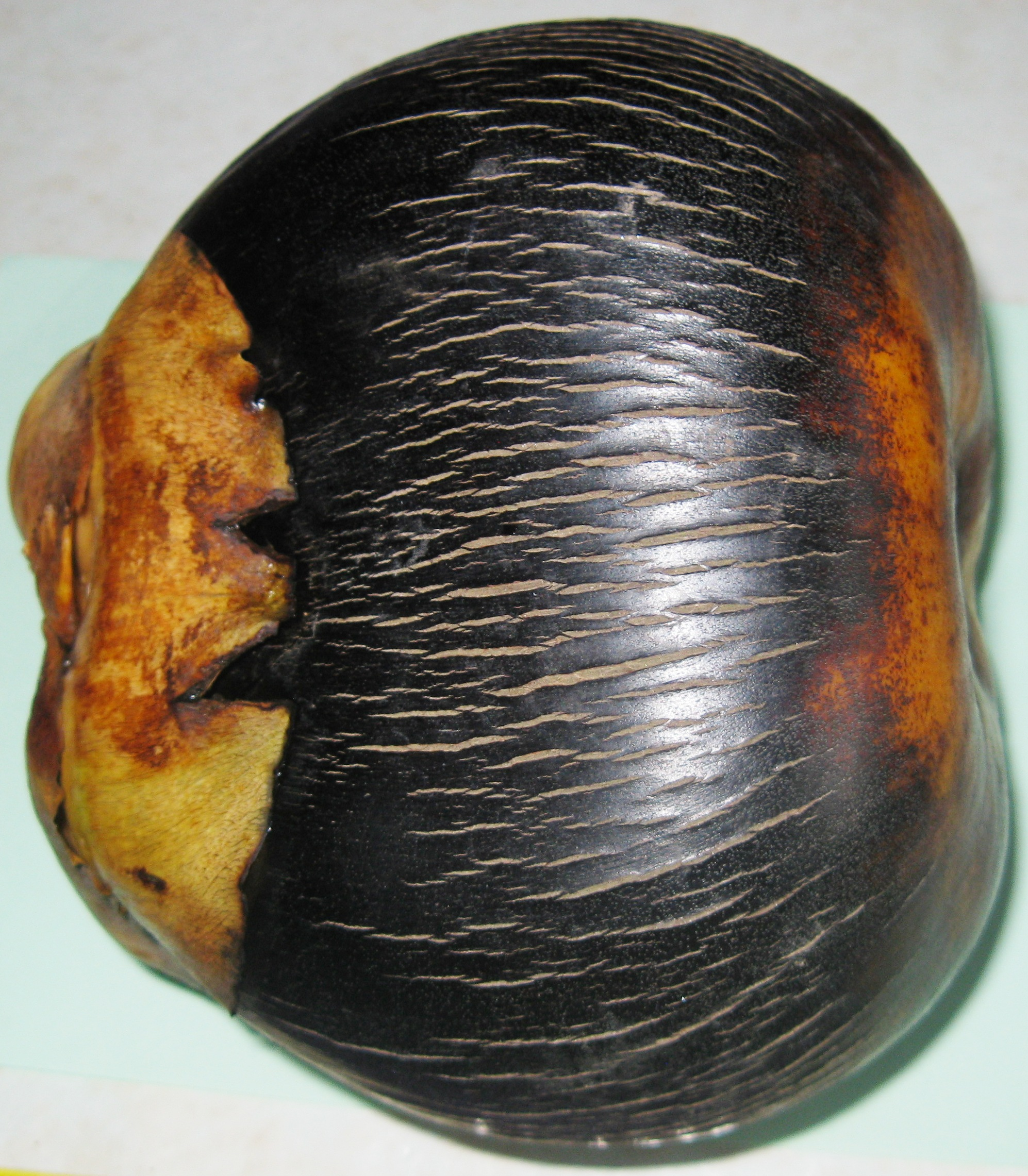
ヤシの実

内果皮内側の胚乳やスプラウトが食用にされる。花序液を煮詰めてパームシュガーが作られるほか、発酵させてヤシ酒が作られる。
葉は貝多羅葉と呼ばれ、古代から仏教経典の写経の際の紙代わりとして用いられてきた歴史がある。貝多羅葉に書かれた写本を貝葉写本と言う。
また、家屋の屋根が作られたり、笠、敷物、カゴ等の工芸品の素材としても用いられる。
木の幹も建材や家具材として用いられる。